# Whiteïta-(CaMnMg)
La whiteïta-(CaMnMg) és un mineral de la classe dels fosfats, que pertany al subgrup de la whiteïta. Anomenada per John Sampson White, Jr. conservador de minerals de la Smithsonian Institution; editor i fundador de la revista Mineralogical Record.

## Característiques
La whiteïta-(CaMnMg) és un fosfat de fórmula química CaMn²⁺Mg₂Al₂(PO₄)₄(OH)₂(H₂O)₈. Cristal·litza en el sistema monoclínic. La seva duresa a l'escala de Mohs és 4.
Segons la classificació de Nickel-Strunz, la whiteïta-(CaMnMg) pertany a «08.DH: Fosfats amb cations de mida mitjana i gran, (OH, etc.):RO₄ < 1:1» juntament amb els següents minerals: minyulita, leucofosfita, esfeniscidita, tinsleyita, jahnsita-(CaMnMg), jahnsita-(CaMnMn), keckita, rittmannita, jahnsita-(CaFeMg), whiteïta-(MnFeMg), whiteïta-(CaFeMg), jahnsita-(MnMnMn), kaluginita, jahnsita-(NaFeMg), jahnsita-(CaMnFe), jahnsita-(NaMnMg), jahnsita-(CaMgMg), manganosegelerita, overita, segelerita, wilhelmvierlingita, juonniïta, calcioferrita, kingsmountita, montgomeryita, zodacita, arseniosiderita, kolfanita, mitridatita, pararobertsita, robertsita, sailaufita, mantienneïta, paulkerrita, benyacarita, xantoxenita, mahnertita, andyrobertsita, calcioandyrobertsita, englishita i bouazzerita.

## Formació i jaciments
Ha estat descrita al Brasil, Àustria, Namíbia i als EUA.